# NGC 1682
NGC 1682 este o galaxie lenticulară situată în constelația Orion. A fost descoperită în 1 februarie 1786 de către William Herschel. Se află la o distanță de 51,76 de megaparseci de Pământ.